# Alberto R. Gonzales
Alberto R. Gonzales (San Antonio, Texas, 4 de agosto de 1955) es un abogado y político estadounidense. Fue el octogésimo fiscal general de los Estados Unidos. Gonzales fungió como consejero de la Casa Blanca durante el primer período de gobierno del presidente George W. Bush (2001-2005) y como juez asociado de la Corte Suprema del Estado de Texas (1999-2000).
Gonzales nació en San Antonio, Texas. Es el segundo de los ocho hijos de Pablo y María Gonzales, mexicanos que emigraron ilegalmente a los Estados Unidos de América. Su padre, que murió en 1982, era obrero de la industria de la construcción. 
Se graduó con honores en la MacArthur High School de Houston, en 1973. Ese mismo año se alistó en la Fuerza Aérea de los Estados Unidos para un período de cuatro años de servicio, sirviendo por dos años en una base aérea de Fort Yukon, Alaska antes de ser aceptado en la Academia de la Fuerza Aérea de los Estados Unidos en 1975. En 1977, él se trasladó a la Universidad Rice (Houston, Texas), donde él obtuvo una licenciatura en ciencia política en 1979;[cita requerida] En 1982 se graduó como Doctor en Derecho en la Harvard Law School.
Gonzales fue el abogado de George W. Bush cuando este era gobernador de Texas (ayudándolo a ejecutar un número récord de condenados a muerte), y después fue instalado como secretario de estado y juez de la Suprema Corte de Texas. Gonzales acompañó a su jefe cuando este ganó la presidencia para ser su abogado de la Casa Blanca y finalmente llegó a ser el primer "hispano" en encabezar el departamento de justicia como fiscal general de los Estados Unidos.
El 25 de enero de 2002, Gonzales sostuvo que la llamada guerra contra el terrorismo "deja, a mi juicio, obsoleta las limitaciones estrictas de Ginebra sobre la interrogación de prisioneros enemigos". También argumentó que los derechos básicos garantizados por las leyes nacionales, incluso el habeas corpus, no eran aplicables a detenidos extranjeros e incluso estadounidenses declarados como "combatientes enemigos".
Fue objeto de duras críticas durante los últimos años por elaborar la justificación legal para anular derechos humanos codificados en leyes nacionales e internacionales para la llamada "guerra contra el terror". Su error fatal fue cuando engañó a legisladores sobre su papel potencialmente ilegal en el despido por motivos políticos de nueve fiscales federales, así como también su orden de espiar a estadounidenses sin una previa autorización judicial; algo que se volvió un escándalo político mayor para el gobierno de George W. Bush.
Alberto R. Gonzales anunció su renuncia como fiscal general de los Estados Unidos la mañana del día 27 de agosto de 2007, la cual surtió sus efectos el 17 de septiembre de 2007, ello como consecuencia de los escándalos en torno al espionaje, la polémica destitución de nueve fiscales y las denuncias de torturas en Guantánamo y Abu Ghraib (generando mucho debate su afirmación de que la Convención de Ginebra estaba obsoleta).

| Predecesor: John Ashcroft | Fiscal general de los Estados Unidos 3 de febrero de 2005 - 17 de septiembre de 2007 | Sucesor: Michael Mukasey |